# Siphonosoma pellucidum
Siphonosoma pellucidum är en stjärnmaskart som först beskrevs av Sluiter 1902.  Siphonosoma pellucidum ingår i släktet Siphonosoma och familjen Sipunculidae. Inga underarter finns listade i Catalogue of Life.